# Riosa
Riosa è un comune spagnolo di 1 933 abitanti situato nella comunità autonoma delle Asturie.
Il comune è situato al centro della Comunità asturiana fra le cime della Sierra del Arama nelle Valles Mineros ad altitudini diverse, al massimo di 1775 m del punto più alto il Pico Xistras. È costituito da diversi nuclei abitati (parrocchie) e la sede comunale è a La Vega de la Riosa dove si concentra il 75% della popolazione totale. Riosa
è il nome del fiume, chiamato anche Llamo nella cui valle si trova La Vega in prossimità delle miniere di Rioseco fra le più antiche d'Europa. L'attività mineraria nel territorio comunale di Riosa fu sempre presente e tuttora lo è. L'economia locale si basa infatti sull'estrazione del carbone dalle miniere tuttora attive e sull'allevamento del bestiame, oltre che sul turismo per il quale ampia è l'offerta dei piacevoli paesaggi della Sierra del Arama e, nelle valli, di un clima montano ma temperato.

## Sport

### Ciclismo
La località è nota nel mondo del pedale in quanto da qui parte la salita dell’Angliru, famosa per essere spesso teatro di una delle tappe più dure della Vuelta a España,la cui salita è considerata tra le più impegnative e difficili d’Europa, assieme al Mortirolo e allo Zoncolan in Italia.

## Storia
La regione vide una presenza umana attiva già nell'antichità come è dimostrato dalle miniere preistoriche di Rioseco e di altri reperti archeologici. Dal Medio Evo fino all'età moderna Riosa dipese dall'Arcivescovo di Oviedo in base ad una donazione operata nell'anno 887 dal re asturiano Ordoño I in favore della diocesi di Oviedo. Il relativo atto depositato nell'archivio comunale risulta essere un falso 
dell'inizio del XII secolo come spesso accadde in quei tempi. Anche se falsa, la donazione ebbe effetto fino alla metà del XVI secolo e i Vescovi affidarono il governo del territorio a persone di loro fiducia di famiglie nobili o ad ecclesiastici. Il potere vescovile, rappresentato anche dalla croce fra due angeli che campeggia nella parte superiore dello stemma comunale, cessò con la demortizzazione operata nel 1579 col consenso papale dal re Filippo II con la quale venne confiscata al vescovo gran parte del territorio comunale e venduta all'asta nel 1588 agli abitanti dietro pagamenti per un totale di 199.721 maravedi come risulta da documenti dell'archivio comunale. Fino al 1880 il Consiglio comunale tenne le sue riunioni nella località di Felguera passando poi a La Vega, capoluogo attuale del comune.
verso la metà del XIX secolo fu concesso con editto reale lo sfruttamento minerario della zona di Morcil e Riosa ad un'impresa privata che, nel 1846, aprì una miniera di carbone. Questa miniera dal 1969 appartiene all'impresa statale Hunosa. L'apertura della miniera portò ad una crescita demografica grazie all'immigrazione con conseguente incremento dell'attività edilizia fino a quando negli '80 del XX secolo la crisi del commercio del carbone portò ad un notevole ridimensionamento del numero degli abitanti che aveva raggiunto in precedenza un tetto di 3 245 unità molto maggiore dell'attuale livello. A questo calo demografico avevano contribuito la diminuzione della manodopera necessaria alla ridotta attività estrattiva ed anche all'allevamento del bestiame che eliminò i metodi tradizionali per quelli più moderni. Si ebbe così un movimento migratorio di lavoratori e delle loro famiglie verso Oviedo, che offriva migliori opportunità di lavoro.

## Monumenti e luoghi d'interesse
Si può affermare che il maggior tesoro artistico di Riosa è da ricercarsi
nelle bellezze dei paesaggi dell'area protetta della Sierra del Arama. Ognuna delle parrocchie di cui è composto il comune è dotato di chiese ed anche di cappelle, fra queste da ricordare sono la Chiesa dello Spirito Santo del XVIII secolo e la Cappella della Vergine delle Nevi del XVII secolo in località di Donaxuendi, la Cappella di san Pietro del XVIII secolo a Grandilla e la Cappella di San José del XVIII secolo che ha al fianco un'altra chiesa del secolo scorso.

## Feste
A tutte le cappelle si svolgono le romerias, pellegrinaggi in cui ai riti cristiani si aggiungono, secondo l'uso spagnolo, feste popolari con musica, danze e pranzo all'aperto in comune, così come per ogni parrocchia ci sono le feste patronali. Per il capoluogo La Vega è importante la Fiesta de San Antonio il 13 giugno. 
Molto importanti e di rilievo internazionale sono le Jornadas sobra ciclismo y desarrollo in cui si svolgono convegni, riunioni e manifestazioni cui partecipa il mondo del ciclismo sportivo e amatoriale.
L'origine di queste manifestazioni è da ricercarsi nel fatto che nel comune di Riosa la località di Anghiru è ogni anno termine di una tappa di montagna importante della Vuelta, giro ciclistico di Spagna. Nel gergo enfatico dei giornalisti sportivi la località di Anghiru è detta Olimpo del ciclismo, per raggiungerla infatti a 1572 m di altitudine si deve percorrere una salita di 12,5 km con pendenza del 23,5%. Oltre ai corridori della Vuelta numerosi sono i cicloturisti che si cimentano con questa salita in cui in certi tratti 
occorre mettere il piede a terra.